# Comunidade das Democracias

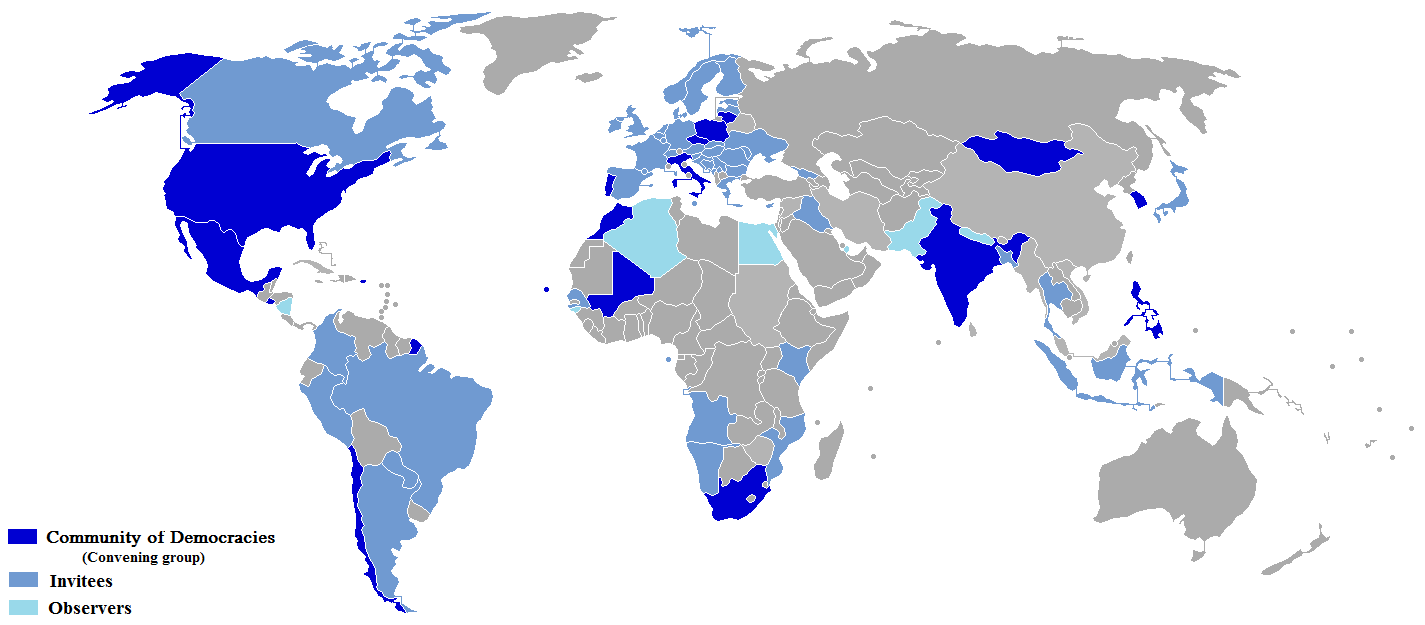
Membros da CD em azul e roxo.

Comunidade das Democracias (CD) é uma coalização global intergovernamental de países democráticos, criada com o objetivo de promover democracia e fortalecer normas e instituições pelo mundo. A CD é composta por representantes governamentais e organizações da sociedade civil, que se reúnem através de conferências ministeriais bienais.
A Comunidade das Democracias constitui plataforma global para intercâmbio de experiências e consultas na área a que se propõe, com foco na construção e no fortalecimento da ordem democrática em países, assim como no âmbito do sistema internacional. Os membros da Comunidade das Democracias são países que atendem aos padrões democráticos estabelecidos e adotados nas cúpulas da Comunidade realizadas em Varsóvia, em 2000, e em Seul, em 2002.

## História
A Comunidade das Democracias foi fundada em 2000 durante a Conferência Ministerial em Varsóvia. A conferência surgiu da iniciativa do, então, Ministro dos Negócios Estrangeiros da Polônia, Prof. Bronisław Geremek, e a ex-Secretária de Estado dos Estados Unidos, Dra. Madeleine Albright. Em 2000, delegações ministeriais de 106 países de todo o mundo assinaram a declaração final "Em direção a uma Comunidade de Democracias", estipulando valores que constituiriam uma democracia. O propósito da declaração foi demonstrar métodos de apoio a países que se esforçam em alcançar liberdade e estabelecer democracia.

## Conselho Diretor
O núcleo da Comunidade é o Conselho Diretor. São as iniciativas do Conselho que conduzem a atividade focadas em apoiar processos democráticos em países, individualmente. As atividades consistem em organização de seminários, treinamento de elites locais, organização de consultas nas capitais dos países, emissão de declarações comuns, realizar posições acerca de questões importantes para a comunidade internacional, e envio de missões de peritos a países individuais. Os países-membros se reúnem a cada dois anos, durante uma conferência ministerial a nível de Ministros de Negócios Estrangeiros. No passado, essas reuniões foram realizadas em Varsóvia, Seul, Santiago, Bamako, Lisboa e Vilnius. Em 2013, a Conferência Ministerial será realizada em Ulan Bator, capital do Estado que exerce a presidência da Comunidade, que é a Mongólia. A partir de julho de 2013, El Salvador assumirá a Presidência do órgão.

### Membros do Conselho Diretor
Atualmente, os 25 membros dos Conselho Diretor são
- África do Sul
- Canadá
- Cabo Verde
- Chile
- Coreia do Sul
- Costa Rica
- El Salvador
- Estados Unidos
- Finlândia
- Hungria
- Índia
- Itália
- Japão
- Lituânia
- Mali (suspenso)[4]
- Marrocos
- México
- Mongólia
- Nigéria
- Filipinas
- Polônia
- Portugal
- Romênia
- Suécia
- Uruguai

## Secretariado Permanente
O Secretariado Permanente começou a funcionar em janeiro de 2009. O Secretariado providencia apoio organizacional e conceitual à Presidência da Comunidade e ao Grupo Convocador. Entre suas atribuições podem ser listadas: iniciar esforços programáticos e intelectuais, encarregar-se de tarefas administrativas, operacionais e técnicas e manter contato com organizações não governamentais e outros parceiros. De acordo com o Anexo à Declaração de Bamako, a sede do Secretariado está em Varsóvia. Em junho de 2008, o Grupo Convocador elegeu  o Prof. Bronisław Misztal para a posição de Diretor Executivo do Secretariado Permanente.